# هاروكو موموي
هاروكو موموي (桃井はるこ موموي هاروكو) هي مطربة ومؤدية أصوات يابانية ولدت في 14 ديسمبر 1977 في طوكيو.

## أدوارها في الأنمي

### مسلسلات أنمي تلفزيونية
- ذا سول تيكر - كوموغي ناكاهارا
- تيلز أوف ذي أبيس - أنيس تاتلين
- أي يوري أوشي - تشيكا مينازوكي
- أي يوري أوشي〜إنيشي〜 - تشيكا مينازوكي
- عروس سيتو - سان سيتو
- عميل الهلوسة - مارومي
- فاينل فانتسي: أنليميتد - أي هاياكاوا
- غرافيون - تريا
- غرافيون Zwei - تريا
- بريزم آرك - فيليا
- ستاينز؛غيت - فيريس نيانيان
- دا كابو - أوتامارو
- دا كابو سكند سيزن - أوتامارو
- دا كابو III - أوتامارو
- كود-إي - كيكو كوماتسونا

### أوفا أنمي
- دا كابو إف - أوتامارو

## أدوارها في ألعاب الفيديو
- تيلز أوف ذي أبيس - أنيس تاتلين

## وصلات خارجية
- هاروكو موموي على موقع IMDb (الإنجليزية)
- هاروكو موموي على موقع ميتاكريتيك (الإنجليزية)
- هاروكو موموي على موقع روتن توميتوز (الإنجليزية)
- هاروكو موموي على موقع ألو سيني (الفرنسية)
- هاروكو موموي على موقع ميوزك برينز (الإنجليزية)
- هاروكو موموي على موقع ميوزك برينز (الإنجليزية)
- هاروكو موموي على موقع أول ميوزيك (الإنجليزية)
- هاروكو موموي على موقع ديسكوغز (الإنجليزية)
- هاروكو موموي على موقع قاعدة بيانات الفيلم (الإنجليزية)
- هاروكو موموي على موقع ليتربوكسد (الإنجليزية)